# Esplantas-Vazeilles
Esplantas-Vazeilles község Franciaország Auvergne-Rhône-Alpes régiójában, Haute-Loire megyében. Új községként 2016. január 1-jén jött létre Esplantas és Vazeilles-près-Saugues község egyesítésével. A két korábbi község az új község része lett. Lakosainak száma 127 fő (2022. január 1.).

## Népesség
| Lakosok száma | 126  | 126  | 127  | 127  | 126  | 127  |
|               | 2017 | 2018 | 2019 | 2020 | 2021 | 2022 |